# Castrillo-Tejeriego
Castrillo-Tejeriego es un municipio y localidad de España, en la provincia de Valladolid, comunidad autónoma de Castilla y León. Tiene una superficie de 35,98 km² con una población de 184 habitantes y una densidad de 5,11 hab/km². La mayoría de la población se dedica a la agricultura, aunque aún queda algún pastor de ovejas. Es popular la matanza del cerdo pública que se lleva a cabo a principios de marzo.

## Geografía humana

### Demografía
Cuenta con una población de 152 habitantes (INE 2024).
| Gráfica de evolución demográfica de Castrillo-Tejeriego entre 1842 y 2021                                             |
| |
| Población de derecho según los censos de población del INE. Población de hecho según los censos de población del INE. |

| 322                        | 295 | 237 | 232 | 194 | 184 | 161 |
| (Fuente: [cita requerida]) |     |     |     |     |     |     |

## Véase también

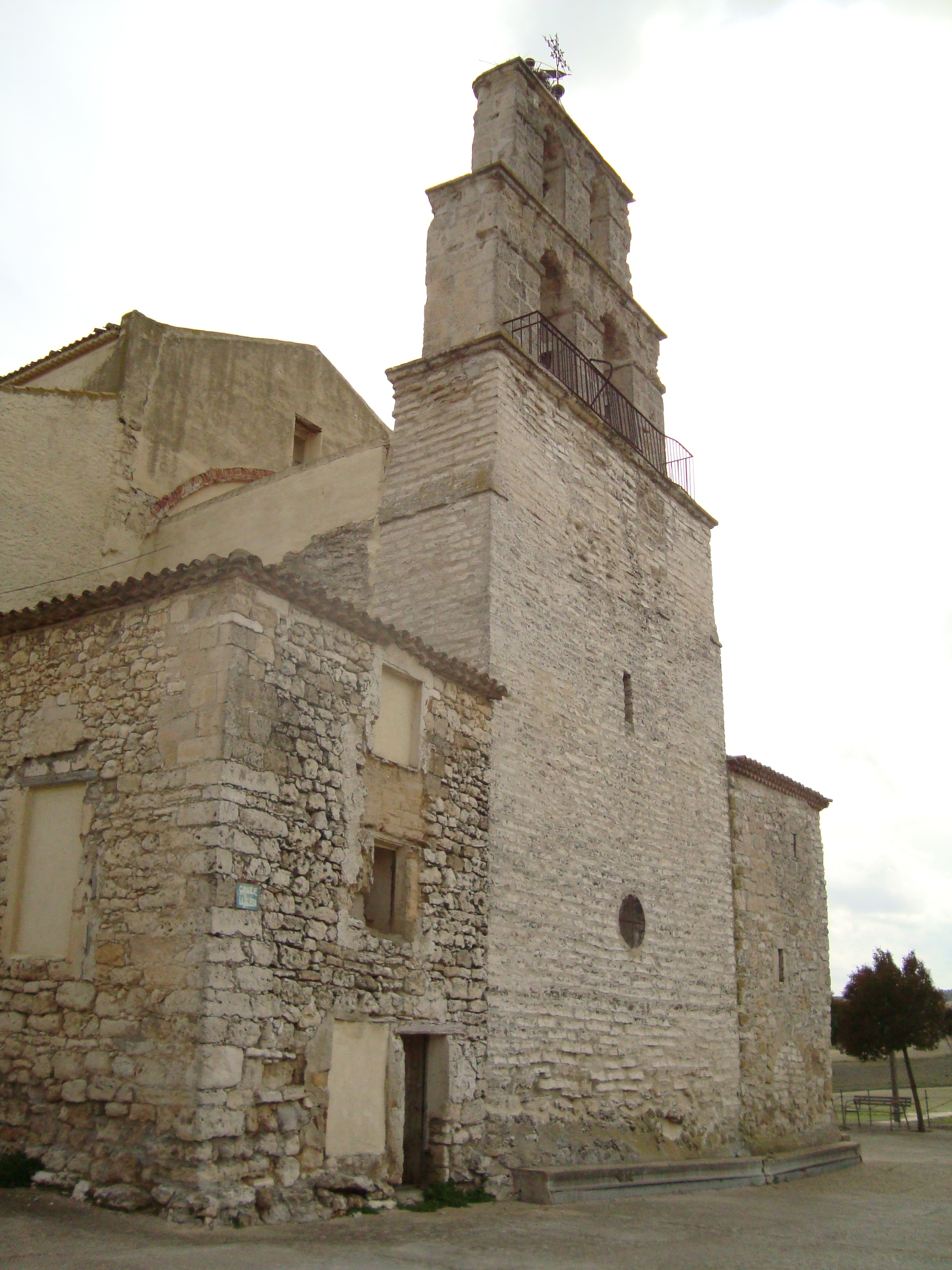
Iglesia de Santa María Magdalena